# Sürth (Kürten)
Sürth ist ein Ortsteil in der Gemeinde Kürten im Rheinisch-Bergischen Kreis.

## Beschreibung
Der Ort liegt an der Wipperfürther Straße östlich von Broch. Das Burgheimer Bachtal mündet bei Sürth in die Aue der Kürtener Sülz und bildet hier einen natürlichen Geländesporn aus. Daher grenzt hier auf einer kleinen Anhöhe der mittelalterliche Ringwall Burgring an. Das Burgheimer Bachtal steht im Ober- und Mittellauf unter dem Namen Naturschutzgebiet Sürthtal unter Schutz.

## Geschichte
Zu dem Ortsnamen Sürth gibt es zwei Herleitungen. Eine Möglichkeit der Herkunft wäre ahd. *sûrida, and. sûrde in der Bedeutung „sauer sein“, „Säure“. Mit sauer ist hier ein sumpfiger, sauer gärender Untergrund gemeint. Diese Herleitung würde zu der Lage des Ortes an der Sülzaue passen, wo der Sumpfboden am Ort auch eine sauer-gärende Beschaffenheit hat. Laut Leithäuser kann aber die Herleitung auch auf mhd., mndd. sôr zurückzuführen sein, das die Bedeutung „trocken“, „dürr“ besitzt. Aufgrund der Lage des Ortes ist diese Herleitung allerdings fraglich.
Ab der Preußischen Neuaufnahme von 1892 ist er auf Messtischblättern regelmäßig als Sürth verzeichnet.
Die Gemeinde- und Gutbezirksstatistik der Rheinprovinz führt Sürth, hier Sörth genannt, 1871 mit einem Wohnhaus und sechs Einwohnern auf. Im Gemeindelexikon für die Provinz Rheinland von 1888 wird ein Wohnhaus mit fünf Einwohnern angegeben. 1895 hatte der Ort ein Wohnhaus und sieben Einwohner. 1905 besaß der Ort ein Wohnhaus und vier Einwohner und gehörte konfessionell zum katholischen Kirchspiel Olpe.
1927 wurden die Bürgermeisterei Olpe in das Amt Olpe überführt. In der Weimarer Republik wurden 1929 die Ämter Kürten mit den Gemeinden Kürten und Bechen und Olpe mit den Gemeinden Olpe und Wipperfeld zum Amt Kürten zusammengelegt. Der Kreis Wipperfürth ging am 1. Oktober 1932 in den Rheinisch-Bergischen Kreis mit Sitz in Bergisch Gladbach auf.
1975 entstand aufgrund des Köln-Gesetzes die heutige Gemeinde Kürten, zu der neben den Ämtern Kürten, Bechen und Olpe ein Teilgebiet der Stadt Bensberg mit Dürscheid und den umliegenden Gebieten kam.

## Wanderwege
Im Ort liegt der Wanderparkplatz Sürth an der Wipperfürther Straße.  Durch den Ort führt der Hauptwanderweg von Wipperfürth nach Bergisch Gladbach (Raute 9) des SGV-Bergisch Land. Zwei neu angelegte Fußgängerbrücken führen südlich vom Wanderparkplatz über den Sürther Bach, Burgheimer Bach und Kürtener Sülz auf die Nordhänge. Dort trifft man auf den Bergischen Streifzug 7 (Mühlenweg). 

## Galerie

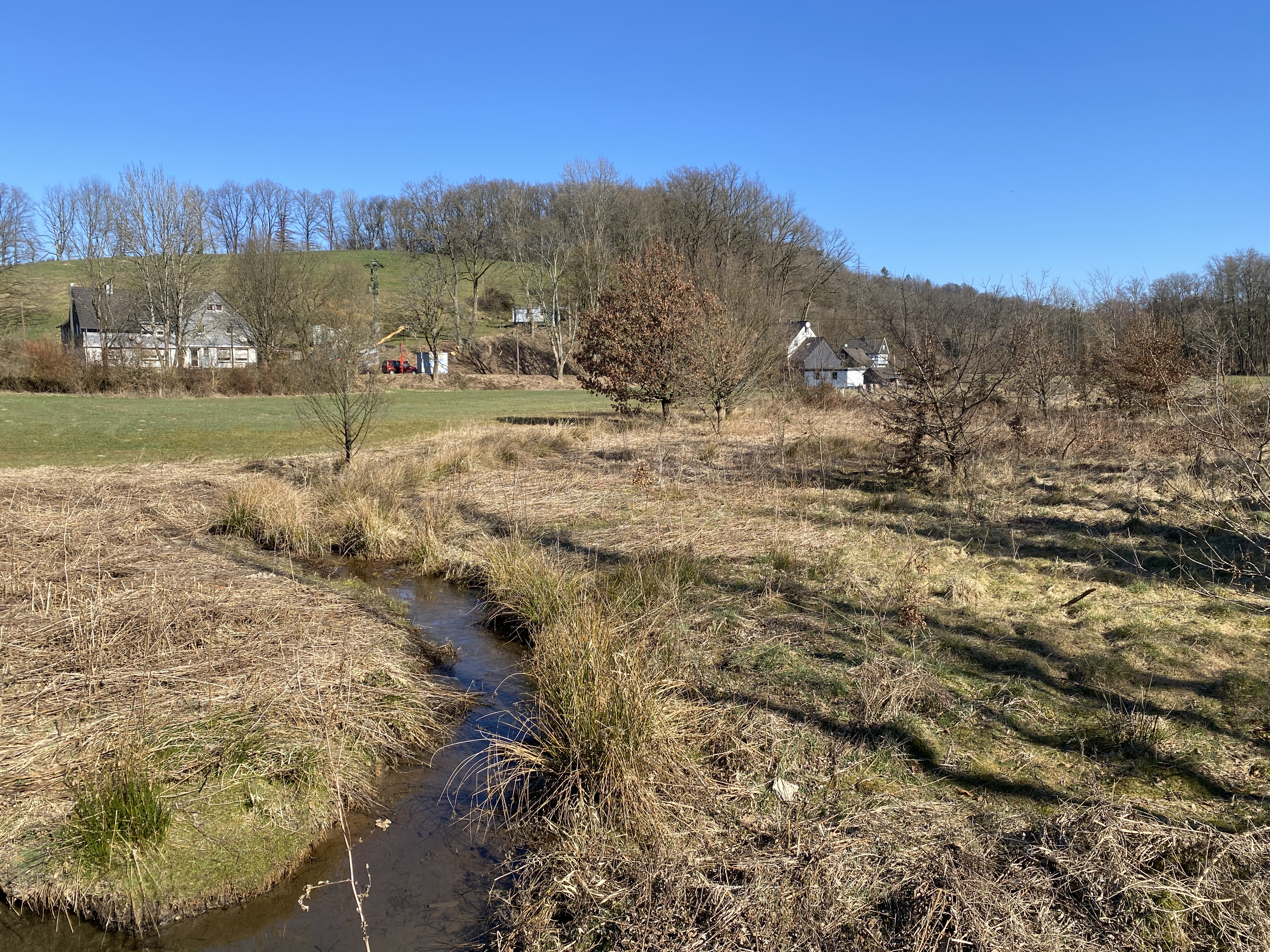
Aue des Sürther Bachs bei Sürth
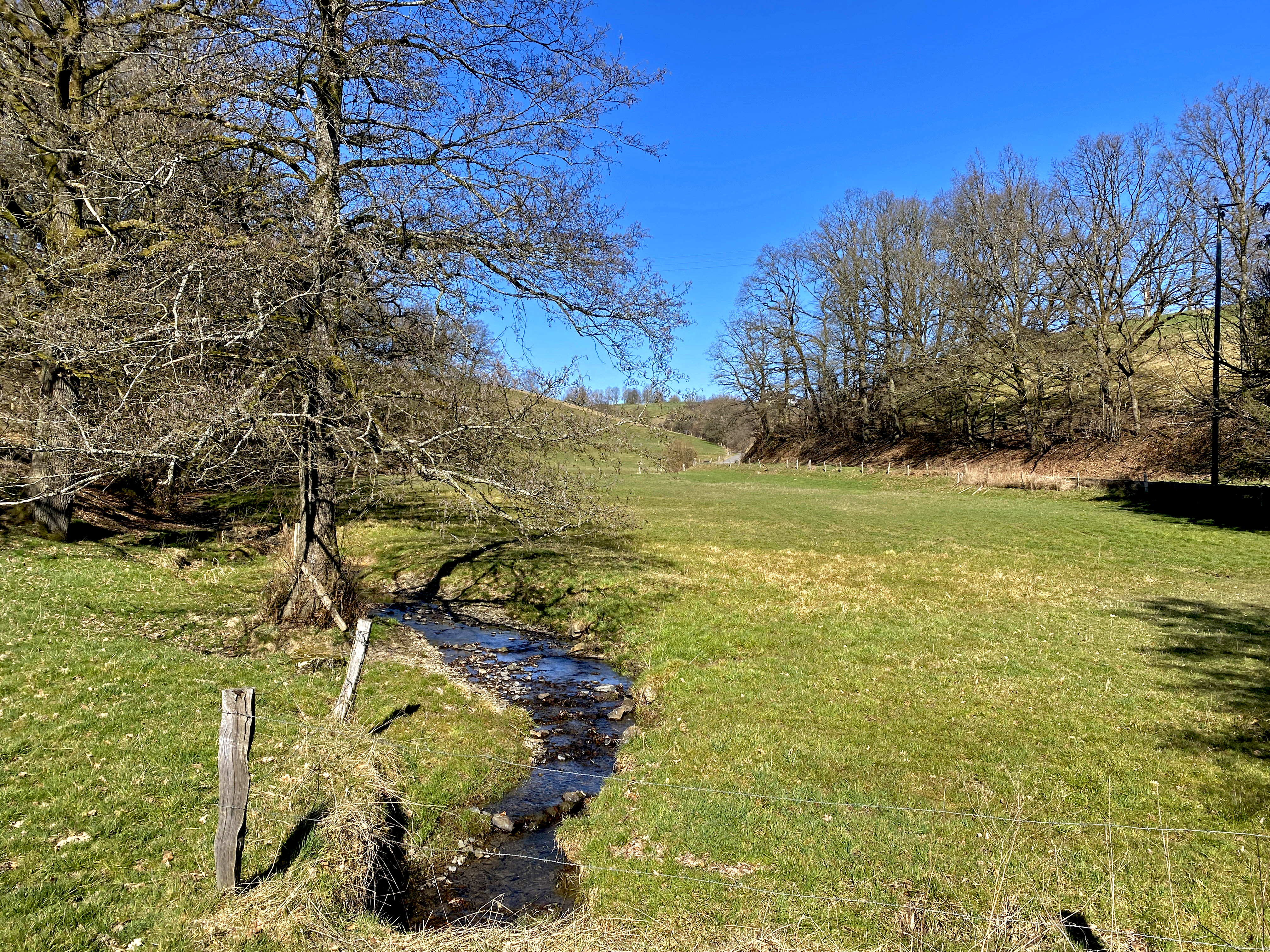
Burgheimer Bachtal bei Sürth
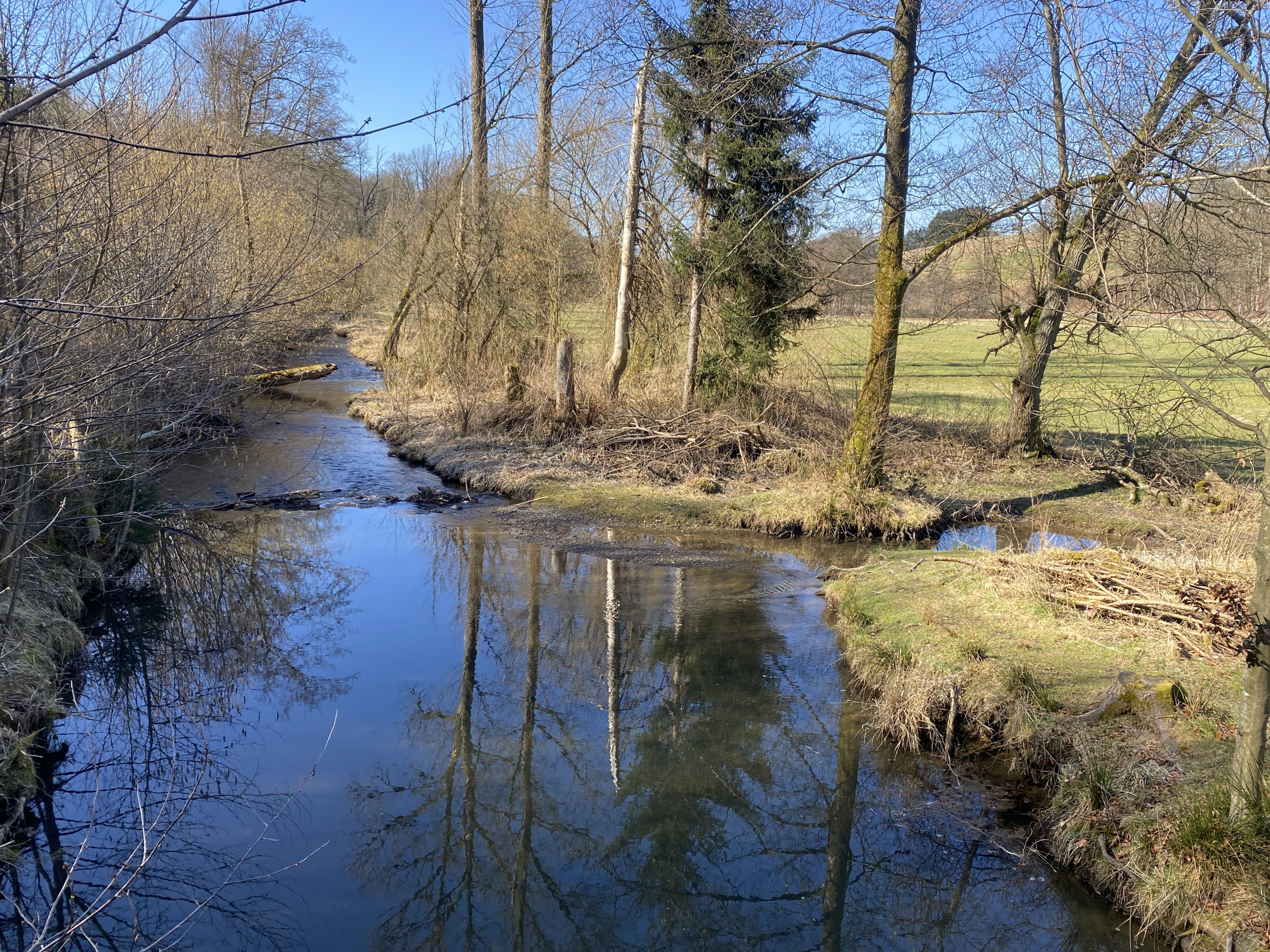
Mündung des Burgheimer Bachs (rechts) in die Kürtener Sülz bei Sürth